# Championnat d'Europe de rugby à XV 2020-2021
Navigation
Championnat 2019-2020 Championnat 2021-2022
Le championnat d'Europe de rugby à XV 2020-2021 est une compétition qui réunit les nations membres de Rugby Europe ne participant pas au Tournoi des Six Nations. 
En raison de la pandémie de Covid-19, seule la principale division, le Championship, est programmée. Le match de barrage devant opposer la Belgique et les Pays-Bas n'ayant pas encore pu se tenir, la compétition débute en mars sans l'une de ces deux équipes, qui jouera ses matchs en juillet et novembre 2021. La compétition fait partie du tournoi de qualification à la coupe du monde 2023. Les divisions inférieures (Trophy, Conférence 1 et 2, Développement) sont annulées pour l'exercice 2020-2021.

## Équipes engagées
Les équipes engagées sont réparties selon leurs résultats dans l'édition précédente de 2019-2020 :
| Équipe   | Édition 2019-2020      |
| -------- | ---------------------- |
| Géorgie  | Vainqueur Championship |
| Espagne  | 2e Championship        |
| Roumanie | 3e Championship        |
| Portugal | 4e Championship        |
| Russie   | 5e Championship        |
| Pays-Bas | Vainqueur Trophy       |

## Championship

### Classement
| Rang | Nations     | J | V | N | D | Bo | Bd | Pm  | Pe  | Diff | Pts |
| ---- | ----------- | - | - | - | - | -- | -- | --- | --- | ---- | --- |
| 1    | Géorgie (T) | 5 | 5 | 0 | 0 | 3  | 0  | 153 | 73  | +80  | 24  |
| 2    | Roumanie    | 5 | 3 | 0 | 2 | 1  | 1  | 136 | 104 | +32  | 14  |
| 3    | Portugal    | 5 | 3 | 0 | 2 | 1  | 1  | 196 | 139 | +57  | 14  |
| 4    | Espagne     | 5 | 2 | 0 | 3 | 2  | 2  | 164 | 109 | +55  | 12  |
| 5    | Russie      | 5 | 2 | 0 | 3 | 1  | 0  | 97  | 142 | -45  | 9   |
| 6    | Pays-Bas    | 5 | 0 | 0 | 5 | 0  | 0  | 73  | 252 | -179 | 0   |

|  | Vainqueur du Championship (no 1)                    |
|  | Barrage promotion/relégation en Championship (no 6) |
|  | P : promu en 2020 • T : tenant du titre 2020        |

### Résultats détaillés

#### Tableau des résultats
| Pays     | NED   | ESP   | GEO   | POR   | ROU   | RUS   |
| -------- | ----- | ----- | ----- | ----- | ----- | ----- |
| Pays-Bas |       | 7–52  |       | 28-61 |       | 8-35  |
| Espagne  |       |       | 19-25 |       |       | 49-12 |
| Géorgie  | 48-15 |       |       |       | 28-17 |       |
| Portugal |       | 43-28 | 16-29 |       | 27-28 |       |
| Roumanie | 56-15 | 22-16 |       |       |       |       |
| Russie   |       |       | 6-23  | 26-49 | 18-13 |       |

|  | Victoire à domicile |  | Match nul |  | Défaite à domicile |

#### Détail des résultats
| 6 mars 2021 15h00 | Portugal | 16 - 29 (13 - 10) | Géorgie | Centro de Alto Rendimento do Jamor, Oeiras 0 spectateurs Arbitre : Gianluca Gnecchi |
| 6 mars 2021 15h00 | Essai(s) : Marta (39e) Transformation(s) : Marques (40e) Pénalité(s) : Marques 3 (5e, 14e, 44e) Carton(s) jaune(s) : Appleton (65e) | Rapport           | Essai(s) : Modebadze (18e), Bregvadze (29e), Melikidze (50e), Mamukashvili (66e), Jalagonia (85e) Transformation(s) : Matiashvili 2 (51e, 86e) Carton(s) jaune(s) : Kveseladze (35e), Tkhilaishvili (55e) | Centro de Alto Rendimento do Jamor, Oeiras 0 spectateurs Arbitre : Gianluca Gnecchi |
| 6 mars 2021 15h00 | | Rapport           | | Centro de Alto Rendimento do Jamor, Oeiras 0 spectateurs Arbitre : Gianluca Gnecchi |

| 6 mars 2021 15h00 | Russie                                                 | 18 - 13 (6 - 10) | Roumanie | Stade olympique Ficht, Sotchi Arbitre : Shota Tevzadze |
| 6 mars 2021 15h00 | Pénalité(s) : Gaïssine 6 (2e, 24e, 45e, 57e, 64e, 72e) | Rapport          | Essai(s) : Antonescu (7e) Transformation(s) : Vlaicu (8e) Pénalité(s) : Vlaicu 2 (21e, 76e) Carton(s) jaune(s) : Moțoc (71e) | Stade olympique Ficht, Sotchi Arbitre : Shota Tevzadze |
| 6 mars 2021 15h00 |                                                        | Rapport          | | Stade olympique Ficht, Sotchi Arbitre : Shota Tevzadze |

| 13 mars 2021 13h00 | Portugal | 27 - 28 (17 - 9) | Roumanie | Centro de Alto Rendimento do Jamor, Oeiras 30 spectateurs Arbitre : Luc Ramos |
| 13 mars 2021 13h00 | Essai(s) : Antunes (10e), Portela (34e), Storti (66e) Transformation(s) : Marques 3 (11e, 34e, 67e) Pénalité(s) : Marques 2 (16e, 59e) Carton(s) jaune(s) : Rebelo de Andrade (2e), Tadjer (40e), dos Santos (78e) | Rapport          | Essai(s) : Savin (49e), Onuțu (74e), Cojocaru (79e) Transformation(s) : Melinte 2 (74e, 80e) Pénalité(s) : Vlaicu 3 (3e, 20e, 29e) Carton(s) jaune(s) : Căpățână (22e) | Centro de Alto Rendimento do Jamor, Oeiras 30 spectateurs Arbitre : Luc Ramos |
| 13 mars 2021 13h00 | | Rapport          | | Centro de Alto Rendimento do Jamor, Oeiras 30 spectateurs Arbitre : Luc Ramos |

| 14 mars 2021 12h45 | Espagne | 19 - 25 (10 - 10) | Géorgie | Stade national complutense, Madrid 0 spectateurs Arbitre : Pierre Brousset |
| 14 mars 2021 12h45 | Essai(s) : Linklater (3e) Transformation(s) : Güemes (4e) Pénalité(s) : Güemes 2 (40e, 47e), Linklater 2 (54e, 80e) | Rapport           | Essai(s) : Jalagonia (2e), Tabutsadze (48e), Bregvadze (66e) Transformation(s) : Abzhandadze 2 (2e, 68e) Pénalité(s) : Abzhandadze 2 (14e, 61e) | Stade national complutense, Madrid 0 spectateurs Arbitre : Pierre Brousset |
| 14 mars 2021 12h45 | | Rapport           | | Stade national complutense, Madrid 0 spectateurs Arbitre : Pierre Brousset |

| 20 mars 2021 13h00 | Russie                              | 6 - 23 (3 - 16) | Géorgie | Stade Kaliningrad, Kaliningrad 9 500 spectateurs Arbitre : Andrea Piardi |
| 20 mars 2021 13h00 | Pénalité(s) : Gaïssine 2 (37e, 48e) | Rapport         | Essai(s) : Tabutsadze (28e), Abzhandadze (39e), Niniashvili (60e) Transformation(s) : Abzhandadze (62e) Pénalité(s) : Abzhandadze 2 (3e, 21e) | Stade Kaliningrad, Kaliningrad 9 500 spectateurs Arbitre : Andrea Piardi |
| 20 mars 2021 13h00 |                                     | Rapport         | | Stade Kaliningrad, Kaliningrad 9 500 spectateurs Arbitre : Andrea Piardi |

| 20 mars 2021 15h00 | Roumanie | 22 - 16 (6 - 6) | Espagne | Stade de rugby de Ghencea, Bucarest 50 spectateurs Arbitre : Nika Amashukeli |
| 20 mars 2021 15h00 | Essai(s) : Căpățână (56e), Melinte (69e) Pénalité(s) : Vlaicu 4 (23e, 40e, 44e, 52e) Carton(s) jaune(s) : Cojocaru (75e) | Rapport         | Essai(s) : Rouet (41e) Transformation(s) : Ordas (42e) Pénalité(s) : Ordas 3 (1re, 32e, 67e) Carton(s) jaune(s) : Mora (49e), Rouet (66e), Malié (70e) Carton(s) rouge(s) : Quercy (56e) | Stade de rugby de Ghencea, Bucarest 50 spectateurs Arbitre : Nika Amashukeli |
| 20 mars 2021 15h00 | | Rapport         | | Stade de rugby de Ghencea, Bucarest 50 spectateurs Arbitre : Nika Amashukeli |

| 27 mars 2021 15h00 | Portugal | 43 - 28 (14 - 21) | Espagne | Centro de Alto Rendimento do Jamor, Oeiras 0 spectateurs Arbitre : Ludovic Cayre |
| 27 mars 2021 15h00 | Essai(s) : Simões (27e), Portela (39e), Marta (45e), Storti (53e), Marques (66e), Fernandes (78e) Transformation(s) : Marques 5 (28e, 40e, 46e, 54e, 67e) Pénalité(s) : Marques (61e) Carton(s) jaune(s) : Marques (8e), Madeira (17e) | Rapport           | Essai(s) : Pinto (3e), Rouet (15e), Malié (36e), Ordas (71e) Transformation(s) : Ordas 4 (4e, 16e, 37e, 72e) Carton(s) jaune(s) : Futeu (45e), Malié (61e) Carton(s) rouge(s) : Perrin (49e) | Centro de Alto Rendimento do Jamor, Oeiras 0 spectateurs Arbitre : Ludovic Cayre |
| 27 mars 2021 15h00 | | Rapport           | | Centro de Alto Rendimento do Jamor, Oeiras 0 spectateurs Arbitre : Ludovic Cayre |

| 28 mars 2021 15h00 | Géorgie | 28 - 17 (13 - 7) | Roumanie | Stade Mikheil-Meskhi, Tbilissi 8 000 spectateurs Arbitre : Paulo Duarte |
| 28 mars 2021 15h00 | Essai(s) : essai de pénalité (8e), Gigashvili (52e), Tabutsadze (69e) Transformation(s) : Abzhandadze (53e) Pénalité(s) : Abzhandadze 2 (18e, 40e) Drop(s) : Babunashvili (80e) Carton(s) rouge(s) : Mamukashvili (18e) | Rapport          | Essai(s) : Gorin (21e), Căpățână (59e) Transformation(s) : Plai (22e), Vlaicu (60e) Pénalité(s) : Vlaicu (44e) Carton(s) jaune(s) : Savin (6e) | Stade Mikheil-Meskhi, Tbilissi 8 000 spectateurs Arbitre : Paulo Duarte |
| 28 mars 2021 15h00 | | Rapport          | | Stade Mikheil-Meskhi, Tbilissi 8 000 spectateurs Arbitre : Paulo Duarte |

| 26 juin 2021 16h00 | Géorgie | 48 - 15 (15 - 5) | Pays-Bas | Kavkasioni Arena, Telavi 700 spectateurs Arbitre : Alexandru Ionescu |
| 26 juin 2021 16h00 | Essai(s) : Niniashvili 3 (9e, 74e, 80e), Tabutsadze 2 (25e, 66e), Lobzhanidze (39e), Gogichashvili (55e), Kharaishvili (59e) Transformation(s) : Abzhandadze (56e), Babunashvili 3 (60e, 67e, 75e) Carton(s) jaune(s) : Spanderashvili (34e) | Rapport          | Essai(s) : Hop (36e), van Dijk (77e) Transformation(s) : Weersma (78e) Pénalité(s) : Rademaker (80e) Carton(s) jaune(s) : Weersma (4e), van Dijk (63e) | Kavkasioni Arena, Telavi 700 spectateurs Arbitre : Alexandru Ionescu |
| 26 juin 2021 16h00 | | Rapport          | | Kavkasioni Arena, Telavi 700 spectateurs Arbitre : Alexandru Ionescu |

| 10 juillet 2021 15h00 | Pays-Bas | 28 - 61 (7 - 28) | Portugal | NRCA Stadium, Amsterdam 1 600 spectateurs Arbitre : Aled Evans |
| 10 juillet 2021 15h00 | Essai(s) : Wierenga (38e), Campbell 2 (55e, 80e), Hop (66e) Transformation(s) : Weersma 4(39e, 56e, 66e, 80e) | Rapport          | Essai(s) : Tadjer (8e), Storti 5 (12e, 13e, 61e, 77e, 79e) Marta 3 (40e, 51e, 68e) Transformation(s) : Marques 8 (9e, 12e, 14e, 40e, 52e, 62e, 69e, 77e) | NRCA Stadium, Amsterdam 1 600 spectateurs Arbitre : Aled Evans |
| 10 juillet 2021 15h00 | | Rapport          | | NRCA Stadium, Amsterdam 1 600 spectateurs Arbitre : Aled Evans |

| 17 juillet 2021 13h20 | Russie | 26 - 49 (14 - 20) | Portugal | Stade de Nijni Novgorod, Nijni Novgorod 5 500 spectateurs Arbitre : Ben Blain |
| 17 juillet 2021 13h20 | Essai(s) : Gresev (29e), Silenko 2 (39e,59e), Sychev (77e) Transformation(s) : Kushnarev 3 (30e, 39e, 77e), Carton(s) jaune(s) : Vavilin (12e), Churashov (61e) | Rapport           | Essai(s) : Appleton (7e), Granate (15e), Lima (45e), Simões (56e), Pénalité (61e), Portela (67e) Transformation(s) : Marques 4 (8e, 16e, 46e, 68e) Pénalité(s) : Marques 3 (3e, 32e, 50e) Carton(s) jaune(s) : Vavilin (12e), Churashov (61e) | Stade de Nijni Novgorod, Nijni Novgorod 5 500 spectateurs Arbitre : Ben Blain |
| 17 juillet 2021 13h20 | | Rapport           | | Stade de Nijni Novgorod, Nijni Novgorod 5 500 spectateurs Arbitre : Ben Blain |

| 6 novembre 2021 15h00 | Pays-Bas                                                    | 8 - 35 (0 - 14) | Russie | NRCA Stadium, Amsterdam 2 000 spectateurs Arbitre : Keith Allen |
| 6 novembre 2021 15h00 | Essai(s) : van der Avoird (58e) Pénalité(s) : Weersma (42e) | Rapport         | Essai(s) : Zhivatov (8e), Brocas (28e), Karzanov (43e), Morozov (51e), Ivanov (54e) Transformation(s) : Gaisin 5 (9e, 29e, 44e, 52e, 55e) Carton(s) jaune(s) : Potikhanov (65e) | NRCA Stadium, Amsterdam 2 000 spectateurs Arbitre : Keith Allen |
| 6 novembre 2021 15h00 |                                                             | Rapport         | | NRCA Stadium, Amsterdam 2 000 spectateurs Arbitre : Keith Allen |

| 13 novembre 2021 17h30 | Roumanie | 56 - 15 (28 - 10) | Pays-Bas | Stade Arcul de Triumf, Bucarest 0 spectateurs Arbitre : Peter Martin |
| 13 novembre 2021 17h30 | Essai(s) : Simionescu (10e), Dumitru 3 (14e, 48e, 56e), Cojocaru 2 (29e, 43e), Vaovasa (31e), Bardasu (80e) Transformation(s) : Melinte 8 (11e, 15e, 30e, 32e, 44e, 49e, 57e, 80e) | Rapport           | Essai(s) : Bloemen (25e), van der Avoird (71e) Transformation(s) : van Oord (26e) Pénalité(s) : van Oord (35e) | Stade Arcul de Triumf, Bucarest 0 spectateurs Arbitre : Peter Martin |
| 13 novembre 2021 17h30 | | Rapport           | | Stade Arcul de Triumf, Bucarest 0 spectateurs Arbitre : Peter Martin |

| 14 novembre 2021 12h45 | Espagne | 49 - 12 (21 - 0) | Russie | Stade national complutense, Madrid 5 000 spectateurs Arbitre : Ben Breakspear |
| 14 novembre 2021 12h45 | Essai(s) : Pinto (7e), Gimeno (23e), Mora 2 (35e, 44e), Perrin (62e), Losada (67e), Aboitiz (73e) Transformation(s) : Güemes 4 (7e, 23e, 36e, 45e), Ordas 3 (63e, 68e, 73e) Carton(s) jaune(s) : Gimeno (41e) | Rapport          | Essai(s) : Uzunov (47e), Kononov (65e) Transformation(s) : Gaisin (65e) Carton(s) jaune(s) : Gallo (34e) Carton(s) rouge(s) : Morozov (10e) | Stade national complutense, Madrid 5 000 spectateurs Arbitre : Ben Breakspear |
| 14 novembre 2021 12h45 | | Rapport          | | Stade national complutense, Madrid 5 000 spectateurs Arbitre : Ben Breakspear |

| 18 décembre 2021 14h00 | Pays-Bas | 7 - 52 (7 - 21) | Espagne | NRCA Stadium, Amsterdam Arbitre : Eoghan Cross |
| 18 décembre 2021 14h00 | Essai(s) : van Der Avoird (3e) Transformation(s) : Mistou (4e) Carton(s) jaune(s) : A. Darlington (39e), van Der Avoird (52e), van den Dries (63e) |                 | Essai(s) : Gimeno (15e), Rouet (19e), Bell 2 (30e, 55e), Pinto Ferrer (53e), van den Berg (64e), Minguillon (72e), Jorba (78e) Transformation(s) : Rouet 5 (16e, 19e, 30e, 54e, 65e), Munilla (79e) Carton(s) jaune(s) : Bell (42e) Carton(s) rouge(s) : Gimeno (75e) | NRCA Stadium, Amsterdam Arbitre : Eoghan Cross |
| 18 décembre 2021 14h00 | |                 | | NRCA Stadium, Amsterdam Arbitre : Eoghan Cross |